# Litoria amboinensis
Litoria amboinensis (tên tiếng Anh: Horst's Tree Frog) là một loài ếch thuộc họ Pelodryadidae.
Loài này có ở Indonesia và Papua New Guinea.
Môi trường sống tự nhiên của chúng là rừng ẩm vùng đất thấp nhiệt đới hoặc cận nhiệt đới, đầm nước nhiệt đới hoặc cận nhiệt đới, đầm lầy, đầm nước ngọt, đầm nước ngọt có nước theo mùa, vườn nông thôn, và rừng trước đây suy thoái nghiêm trọng.